# ماريا خوسيه غارسيا بورغ
ماريا خوسيه غارسيا بورغ (بالإسبانية: María José García Borge)‏ هي عالمة نووية إسبانية، ولدت في 9 نوفمبر 1956 في مدريد في إسبانيا.